# Транспортен възел
Транспортен възел e комплекс от транспортни устройства в мястото на събиране на няколко вида транспорт, съвместно изпълняващи операции по обслужване на транзитни, местни и градски пренос на товари и пътници. Транспортният възел като система е съвкупност от транпортни процеси и средсва за тяхната реализация в местата на свързване на два или няколко магистрални вида транспорт. В транспортната система възлите имат функцията на регулиращи клапани. Срив в работата на един такъв клапан може да доведе до проблеми за цялата система.
Голям транспортен възел за България е град Бургас, където се събират железопътен, автомобилен, въздушен и морски транспорт, а освен това се планира да има и тръбен транспорт в близко бъдеще.
Големите транспортни възли често са в близост до големи градове, тъй като те привличат търговията (ефект, който може да се наблюдава например на гарите). Те са удобни за развиване на промишленост (няма проблеми със снабдяването), а и самите транспортни терминали създават много работни места. Много градове са възникнали на кръстопътищата на сухопътни или водни пътища, т.е. като транспортни възли.